# Lubina (Kopřivnice)
Lubina (německy Lubina) je někdejší obec, od roku 1979 jedna ze čtyř místních částí města Kopřivnice v okrese Nový Jičín v Moravskoslezském kraji. Data z posledního sčítání lidu (2021) uvádí, že zde žije 1850 obyvatel.

## Historie názvu
Sídlo má jméno po horské říčce Lubině, která pramení na sousedním svahu Radhoště, protéká Frenštátem, Vlčovicemi, Lubinou, dále Příborem a po celkové délce toku zhruba 40 km se vlévá do Odry. Říčka měla své jméno už ve 13. století, době, kdy začal tento kraj kolonizovat král Přemysl Otakar I.
Své nynější jméno však obec dostala teprve od 1. ledna 1959, kdy se sloučily dvě prastaré vesnice Větřkovice a Drnholec nad Lubinou, do roku 1918 zvaný též Drholec. Dnes je Lubina součástí města Kopřivnice jako její místní část.

## Geologie oblasti
Z geologického hlediska Lubina leží v okrajové části Vnějších Západních Karpat a to v Podbeskydské pahorkatině. Krajina je zde vytvořena z hornin, které se usazovaly v okrajových částech druhohorního a třetihorního oceánu, který tady byl před 200-15 miliony let. Nejstarší horniny z této doby vystupují na povrch i v korytě Lubiny na zdejším katastru. V mělkých vodách moře se usazoval i vápenec, jako třeba v nedalekém Štramberku. Ale i ve Větřkovicích se pro místní potřebu těžil ještě na počátku 20. stol. Blízko Lubiny se nachází vyhaslá podmořská sopka – Hončova Hůrka. Dosud se zde nalézají různé polodrahokamy. Vyvřelá hornina z této sopky zasahuje až k Lubině a přispívá ke složení úrodné půdy obou vesnic. Pro svou barvu je tento lán pojmenován „Černice“.

## Rostlinstvo
Stejně jako skladbu geologickou má území Lubiny bohatou druhovou skladbu rostlin. Toho si všimli botanikové už koncem 19. století. Z hlediska fytografického členění ČR tvoří řeka Lubina přirozenou hranici mezi východním okrajem fytografického podokresu Moravské brány vlastní na levém břehu řeky a Beskydským podhůřím na břehu pravém. Z toho je zřejmé, proč je zde tak veliká různorodost květeny a vegetace. To se týká i hub. Odborníci z Ostravského muzea prozkoumali lokalitu kolem přehrady a udělili jí statut „Přechodně chráněné plochy“.
Na původním katastru obce byla nalezena stolička mamuta. Je uložena v Okresním vlastivědném ústavu v Novém Jičíně. Dnes je prostor Lubiny geologicky i fytogeograficky zmapován a výsledky jsou uloženy na Odboru životního prostředí Městského úřadu v Kopřivnici a také v kopřivnickém Muzeu fojtství.

## O historii obcí Drnholce a Větřkovic.
Území, na kterém tyto obce vznikly, patřily počátkem 13. stol. českým králům. Kolem roku 1230 pověřil král Přemysl Otakar I. svého diplomata Arnolda z Hückeswogenu tento rozsáhlý kraj – od Starého Jičína po Ostravu a mezi Odrou a vrcholy Beskyd – kolonizovat. Po založení správních středisek Příbora a Hukvald – snad už za života Arnoldova – byla u Příbora proti toku Lubiny vyčleněno 100 popluží pro Velehradský klášter. A to bylo území, na kterém mniši založili ves a nazvali ji „Theodorici villa“. První písemná zpráva o ní je z roku 1302. V roce 1347 uváděna jako pustá, 1389 zmiňován Hanuš z Dětřichovic. Velehradský klášter vlastnil ves asi až do roku 1437, kdy je jmenována jako zboží hukvaldské. Z původní Theodorici villa – počeštěno na Dětřichovice – vznikly pak vesnice Větřkovice, Drnholec a Mniší.
Obce jako součást panství pak měly pohnuté osudy jen s krátkými úseky klidu. Přecházely z majitele na majitele. Byli mezi nimi i císař Karel IV,, či král Jiří z Poděbrad. Až se v roce 1511 dostaly do vlastnictví olomouckých biskupů – později arcibiskupů. Ti už byli obcím vrchností nepřetržitě až do roku 1848.
V roce 1975 byly na území Lubiny objeveny zbytky pozdně středověkého hrádku. Lokalita byla zkoumána Opavskou expoziturou AV ČSAV v Brně. Nalezla se tam řada artefaktů, svědčících o době, kdy byl hrádek či tvrz funkční. Bylo to od počátku 14. století až do druhé poloviny století 15. Písemné prameny o něm nejsou žádné.
Obce Větřkovice i Drnholec sdílely osudy celého hukvaldského panství. Byla to období klidu za vlády císaře Karla IV., zlá doba husitských válek, kdy pevnost Hukvaldy byla vždy na ráně a zejména pak období třicetileté války. Vesnice panství pomáhaly při obraně hradu, ale hlavně byly spižírnou všech vojsk, které byly posílány k hradu, aby jej dobývaly či chránily.
Doba po třicetileté válce byla pro poddané v mnohém horší než samotná válka. Těžká hospodářská situace nutila sedláky k povstáním. V této lokalitě to bylo již roku 1643, pak 1673, 1675 a zejména velké povstání 26. června roku 1695, které přerostlo v největší selské povstání na Moravě. Posledním povstáním na panství bylo srocení sedláků 30. června 1775. Organizátory byli i občané z Větřkovic – obecní posel Josef Víta a sedlák Michal Matula. Matula byl vrchnostenskými úředníky označen za největšího viníka, souzen a uvězněn v Kroměříži a propuštěn teprve 11. října 1775.
Představitelé obcí v tomto kraji bývali fojti. Nejznámější z Větřkovských byl Matyáš Krbec – valašský vojvoda. Sídlil v Kozlovicích. Když zestárnul, vzdal se funkce vojvody, koupil si ve Větřkovicích fojtství a stal se i fojtem. Tehdy se začal psát „Mates Foyt“. Z řady drnholeckých fojtů byl známý Jura Šustala, jehož syn Tomáš koupil v roce 1775 fojtství v Kopřivnici. Z tohoto rodu pocházel Ignác Šustala, zakladatel kočárovky, ze které se později stala továrna Tatra.

### Průmyslová historie
V Drnholci bývalo 11 rybníků, založených v 1. polovině 16. stol. majiteli hukvaldského panství na řece Lubině. Poslední z nich – Lipový – byl vypuštěn až v roce 1900. Sloužil nejen pro stav ryb, ale i jako zdroj vodní síly pro pohon nejprve hamru k výrobě a zpracování železa, který u něj počátkem 17. stol. vrchnost postavila. Později byl provoz změněn na valchu, pak přádelnu až nakonec se zde vyráběly knoflíky. V roce 1907 byla v budově instalována čerpadla, která čerpala vodu ze stále funkční rybniční strouhy do kopřivnické Tatry. V roce 1975 stará vodárna skončila a s ní i poslední využití rybníkářské soustavy u nás, které sloužilo víc než 300 let.
Vodní energii využívaly také dva mlýny a valcha, kterou postavil v roce 1836 příborský podnikatel Jan Raška. Později byla přistavěna i mechanická přádelna. Roku 1874 byla změněna výroba z textilu na ohýbaný nábytek. V roce 1907 továrna Schlosser zaměstnávala přes 300 lidí a vyvážela i do Jižní Ameriky, Afriky a Austrálie. První světová válka ale výrobu ukončila. Až v roce 1927 továrnu koupil frenštátský továrník Polach a přestavěl ji zpět na textilku. Ale již v roce 1933 továrnu zrušil, rozebral a přestěhoval do Frenštátu. Do konce výroby částečně pomáhalo i vodní kolo poháněné vodou ze strouhy, postavené staviteli rybníků počátkem 17. stol.
Na začátku rozvoje továrny Tatra stál vedle jejího zakladatele Ignáce Šustaly i syn drnholeckého mlynáře František Cahel. Po studiích u příborských piaristů a vyučení ve frýdlantských železárnách se v roce 1893 stal strojmistrem – garantem rozvoje podniku ve strojařské oblasti. Roku 1896 odjel na stáž k Benzovi do Německa, odkud přivezl do Kopřivnice čtyřdobý dvouválcový motor, a již v roce 1901 vyráběla továrna první vlastní motory. Byl zapálený motorista, jeden z prvních řidičů v továrně. Půl roku po založení Rakouského autoklubu se spolu s Hansem Ledwinkou a Leopoldem Svitákem od 1. 1. 1898 stal jeho členem.
Pro potřebu závodu Tatra byla na katastru Větřkovic v letech 1973-75 vybudována Vodní nádrž Větřkovice, která slouží také širokému okolí k rekreaci. Je umístěna v překrásné krajině předhůří Beskyd.

## Snaha o osamostatnění
Obec se roku 2013 již podruhé pokusila o odtrhnutí od města Kopřivnice, ale neúspěšně.